# Razoroženi prerok
Pavle Zidar v romanu Razoroženi prerok za protagonista postavi Matijo Ihana, bivšega cistercijanskega meniha in duhovnika ter kasneje profesorja zgodovine in zemljepisa, ki ga spoznamo pri šestdesetih letih, ko v pogovorih z dolgoletno prijateljico in mnogih dialogih samega s seboj pripoveduje svojo življenjsko zgodbo.

## Vsebina
Šestdesetletni Matija Ihan, profesor zgodovine in zemljepisa, se vrača s sprehoda z edino prijateljico Margareto Sebenekar.
Matija  je na videz trden, zrel mož, krepke postave, vendar zadnje čase doživlja mučne trenutke nehotenega vračanja v mladost. Ta nenavadna, nadležna občutja so se močno povečala po naključnem srečanju s prijateljico iz otroštva Darjo. Prav nanjo je vezan prvi, precej nedolžen erotični doživljaj; kasneje izvemo, da se je boleče vtisnil tudi v Darjino dušo. Odslej sta se izogibala drug drugemu, kar so opazili tudi domači, vendar nista hotela ničesar povedati. Ko je Matija Darjo naključno srečal v poznih zrelih letih v Zagrebu, se mu je zdela neprivlačna. 
Prek spominov Matije v bolj ali manj oddaljeno preteklost izvemo, da je Matija poročen z Alenko, vendar po začetni zaljubljenosti v zakonu nista nikdar našla prave harmonije. Alenka je zelo ljubosumna, ker se je mož neprestano zapletal v spolne odnose z ženskami, kadar je le imel priložnost. Matija se je vdajal pijači, ona pa mu je očitala, da je nima več rad, a v resnici je bilo obratno. Izvemo, da je Alenko spoznal, ko se je že poslavljal od duhovniškega stanu, kmalu je bila noseča in sta se hitro poročila. Imata štiri otroke.
Prek pripovedovanja prijateljici Margareti se seznanimo s tragično zgodbo Matijevega deda in očeta, ki je zaznamovala vse, tudi mlajši rod. Zaradi zamere je ded nasledstvo na kmetiji prepustil šepasti hčerki. Sestro je hotel kasneje pregnati s posestva, pravdala sta se in na koncu je vse izgubil. Poročil se je z bajtarjevo hčerko, Matijevo materjo, in družina je živela zelo skromno. Mati je bila najbolj ponosna, ko je župnik izbral njenega Matijo, enega od dvanajsterih, ki jih župnik izbere vsaka štiri leta, da se v cistercijanskem samostanu izobrazijo za redovnike. Premisliti si ni mogel spričo velike revščine v čevljarski družini. Matijev občutek za resnico, pravičnost, dobroto, pomoč vsakemu, nesprejemanje krivic ter voditeljska osebnost so domačega župnika prepričali, da je Matija pravi kandidat za službo cerkvi. Ko je odhajal od doma, je čutil, da sta ga starša darovala in prodala Jezusu in da sta si oddahnila, ker bodo doma ena lačna usta manj. 
V cistercijanskem samostanu je dobil novo identiteto, ime frater Marija Pacifik. Matija je opisoval težke boje, da bi upravičil posvečeno ime, ki ga je prejel hkrati z novim življenjem. Kadar je imel prehude občutke krivde, se je po priporočilu predpostavljenih bičal. Najbolj ga je vznemirjala podoba zapeljive Darje. Opat ga je na tihem določil za svojega naslednika, ker je bilo njegovo vedenje v redovni skupnosti brezhibno. Bolezen – trebušna kila – ga je odtrgala iz rodovniške skupnosti in po končanem zdravljenju je izstopil iz samostana. Spet je postal Matija - župnik. Matiji so priznavali, da je bil izjemen duhovnik, najprej kot pater, kasneje pa kot župnik Matija Ihan v Zaselih, vendar tudi v drugi službi ni našel notranjega miru. 
Nenadoma je spoznal, da je tudi beg v teologijo ista stran teološkega odmišljanja človeka. Spomnil se je, da je svoje spomine na otroštvo in domače v resnici daroval organizaciji, ne Jezusu. Jezus, ko je še živel, ni bil krut, vedno je širil ljubezen, ki človeka pooseblja in mu daje identiteto. Ko je Matija pretrgal stik s svojimi spomini in s svojimi predniki, je postal nekaj, kar ni bil več on. Ko so oblasti zaradi gospodarskega napredka hotele zajeziti reko Zeleniko, se je odločno uprl. Župnik je bil s strani škofa kaznovan tako, da ga ob praznovanju osebnega jubileja, ki se je odvijal prav v njegovi fari, ni povabil na slovesnost. Takrat ga je že osvojila bodoča žena Alenka v svoji topli, vdani obliki Marije Magdalene.

## Odzivi
Pisatelj je roman zgradil zelo zapleteno. Retrospektivno osvetljuje prehojeno junakovo pot, precej pozornosti posveča tudi življenjskim usodam stranskih oseb v romanu in uporabi tudi dokaj izviren prijem nekakšnega mističnega vpogleda v življenje, ko junak pripovedi v zgoščenih drobcih časa premisli »svojo dolgo življenjsko blodnjo«. 
Nedvomno ostajajo Zidarjeva odlika pripovedna spretnost, dognan jezik in bogata metaforika, vendar pa bo "Razoroženi prerok" ostal pod vrhom pisateljskih dosežkov našega najbolj plodovitega književnega ustvarjalca.

Milan Markelj